# 唐一军
唐一军（1961年3月19日—），男，汉族，山东莒县人，中华人民共和国政治人物。1977年7月参加工作，1985年10月加入中国共产党，中共中央党校在职研究生学历。曾任辽宁省人民政府省长、中华人民共和国司法部部长、江西省政协主席等职务，系十九届中央候补委员。2024年4月，因涉嫌严重违纪违法接受审查调查。

## 个人履历

### 浙江省
唐一军早年作为知青在浙江省青田县石溪公社、丽水县富岭公社、永康县寮湖公社插队劳动。1980至1984年，为浙江省丽水地委党校资料员。1984至1986年，在浙江省委党校本科理论班学习，毕业后分配到中共浙江省委宣传部，任理论处干部、主任干事。1991年至1997年，历任中共浙江省委办公厅副处级、正处级专职秘书。
2002年6月，任中共浙江省纪委常委、秘书长。
2005年6月，任中共宁波市委副书记、纪委书记。
2010年2月，兼任中共宁波市委政法委书记，同年4月不再担任市纪委书记。
2011年2月，任宁波市政协主席、党组书记，晋升副部级。
2016年5月，任宁波市人民政府副市长、代理市长。
2016年8月，升任中共浙江省委常委、宁波市委书记，同月辞去宁波市政协主席职务。
2017年5月，当选为中共浙江省委副書記。

### 辽宁省
2017年10月，当选中国共产党第十九届中央委员会候补委员，2017年10月转任中共辽宁省委副书记，辽宁省十二届人大常委会第三十七次会议同月任命其为省人民政府代理省长，晋升正部级。
2018年1月，正式当选为辽宁省人民政府省长。2018年2月，当选为第十三届全国人大代表。

### 司法部
2020年4月，出任司法部部长、党组副书记。
2021年8月，出任司法部党组书记。
2022年10月未能再次当选中共中央候补委员。

### 江西省
2023年1月，转任中共江西省政协党组书记，同月当选为江西省政协主席。
2023年2月，卸任国家司法部部长职务。

### 落马
2024年4月2日，因涉嫌严重违纪违法，接受中央纪委国家监委纪律审查和监察调查。4月29日，政协第十四届全国委员会第十八次主席会议决定撤销其全国政协委员资格。5月29日，政协江西省第十三届委员会常务委员会第六次会议决定免去其政协江西省第十三届委员会主席职务，向政协江西省第十三届委员会第三次会议报告。6月6日，全国政协十四届常委会第七次会议决定撤销其全国政协委员资格。同年10月7日，中央纪委国家监委决定给予其开除党籍开除公职处分，终止二十大代表资格，收缴违纪违法所得，将涉嫌犯罪问题移送检察机关依法审查起诉，所涉财物一并移送。唐一军是继许运鸿和黄兴国后，第三位因贪腐落马的原中共宁波市委书记，也是继吴爱英和傅政华后第三位被查的原司法部部长。
2025年1月7日，中国中央电视台播出专题片《反腐为了人民》，披露唐一军案的细节。该片介绍说，唐一军通过妻子实际控制的公司，用市场活动掩盖腐败行为。唐一军妻子宣敏洁实控投资的公司有34家，其中15家是在中共十八大以后成立投资的。2月，经最高人民检察院指定，唐一军涉嫌受贿一案由福建省厦门市人民检察院向厦门市中级人民法院提起公诉。